# San-Antonio ne pense qu'à ça
Pour les articles homonymes, voir San Antonio (homonymie).
Pour plus de détails, voir Fiche technique et Distribution.
San-Antonio ne pense qu'à ça est un film français de Joël Séria sorti en 1981. Le scénario se base sur les aventures du commissaire San-Antonio.

## Scénario
La nouvelle enquête du commissaire San-Antonio le place au cœur d'une machination internationale. Le commissaire, en compagnie de ses fidèles adjoints, doit retrouver un gadget ultrasecret qui se trouve en possession de monsieur Walter Klozett. Son enquête l'amènera à affronter des agents soviétiques et la terrible miss Ténébra, qui luttent tous pour acquérir le précieux objet. L'étrange monsieur Klozett, capturé par miss Ténébra, meurt au cours de l'éprouvant interrogatoire qu'elle lui fait subir. San Antonio doit alors se lancer lui-même à la recherche du gadget tant convoité...

## Fiche technique
- Réalisation : Joël Séria
- Scénario : Joël Séria, d'après l'œuvre de Frédéric Dard
- Musique : Michel Stellio
- Directeur de la photographie : Alfio Contini
- Création des décors : Pierre Cadiou
- Coordinateur des cascades : Patrick Cauderlier, Gilles Conseil, Roland Neunreuther, Daniel Vérité
- Société de production : Uranium Films
- Société de distribution : Planfilm
- Format : Couleur - Son mono
- Genre : Comédie policière, espionnage
- Durée : 90 minutes
- Sortie : 20 mai 1981

## Distribution
- Philippe Gasté : Antoine San-Antonio commissaire de police
- Pierre Doris : Lieutenant Alexandre-Benoît Bérurier
- Hubert Deschamps : L'inspecteur Pinaud, dit 'Pinuche'
- Catherine Ohotnikoff : Berthe Bérurier
- Jacques François : le Vieux
- Jeanne Goupil : Miss Ténébra
- Gérard Hernandez : Le calife
- André Badin : Dugommien
- Pierre Frag : Alfred Le Coiffeur
- Jacques Brunet : Walter Klosett
- Florence Giorgetti : La directrice du théâtre
- Micha Bayard : La femme de Pinuche
- Louison Roblin
- Vernon Dobtcheff
- Bruno Balp
- Evane Hanska
- Thomas Hnevsa
- Annie Savarin
- Jacqueline Dufranne

## Autour du film
- Trois autres films ont été adaptés de l'œuvre de Frédéric Dard : Commissaire San-Antonio ou Sale temps pour les mouches en 1966, Béru et ces dames de  Guy Lefranc en 1968 et San-Antonio en 2004.